# 黄东赫
黄東赫（韓語：황동혁，1971年5月26日—），韩国影视导演、编剧。代表作有2011年的《熔爐》、2021年的《魷魚遊戲》。以《魷魚遊戲》赢得第74届黄金时段艾美奖剧情类剧集最佳导演奖，成为首位获此奖的亚洲导演和外语片导演。

## 影视作品

### 电影
- 2007年：《我的父亲》
- 2011年：《熔炉》
- 2014年：《奇怪的她》
- 2016年：《瘋狂突襲》
- 2017年：《南漢山城》

### 電視劇
- 2021-2025年：《魷魚遊戲》

## 獎項
| 年份 | 頒獎典禮               | 獎項            | 作品         | 結果 |
| ---- | ---------------------- | --------------- | ------------ | ---- |
| 2007 | 第28屆青龍電影獎       | 最佳新人導演獎  | 《我的父親》 | 提名 |
| 2012 | 第14屆烏迪內遠東電影節 | 觀眾獎          | 《無聲吶喊》 | 獲獎 |
| 2017 | 第38屆青龍電影獎       | 最佳導演        | 《南漢山城》 | 提名 |
| 2018 | 春史電影獎             | 最佳導演        | 《南漢山城》 | 獲獎 |
| 2018 | 第55屆大鐘獎           | 最佳導演        | 《南漢山城》 | 提名 |
| 2022 | 第20屆韓國導演選擇獎   | 年度導演        | 《魷魚遊戲》 | 獲獎 |
| 2022 | 第20屆韓國導演選擇獎   | 年度劇本        | 《魷魚遊戲》 | 獲獎 |
| 2022 | 第58屆百想藝術大獎     | 電視部門 劇本獎 | 《魷魚遊戲》 | 提名 |
| 2022 | 第58屆百想藝術大獎     | 電視部門 導演獎 | 《魷魚遊戲》 | 獲獎 |

## 荣誉
美国《时代》2022年全球百大最具影响力人物之一。